# 長方裂花介
長方裂花介（学名：Schizocythere subrectangularis）为浪花介科裂花介屬下的一个种。